# Blake Snell
Blake Ashton Snell (Seattle, Washington, 4 de diciembre de 1992), más conocido como Blake Snell, es un jugador profesional estadounidense de béisbol que se desempeña en la posición de lanzador en Los Angeles Dodgers, equipo de las Grandes Ligas de Béisbol (MLB). Logró obtener dos Premios Cy Young.

## Carrera
Snell jugó como profesional cinco temporadas en Tampa Bay Rays (2016-2020), después pasó a San Diego Padres (2021-2023), luego a San Francisco Giants (2024), posteriormente se unió a Los Angeles Dodgers.

## Premios
Fue galardonado con el Premio Cy Young en dos oportunidades (2018 y 2023).